# 横須賀男狩り 少女・悦楽
『横須賀男狩り 少女・悦楽』（よこすかおとこがり しょうじょ えつらく）は、1977年5月21日公開の日本映画。日活ロマンポルノの一作。藤田敏八監督、大野かおり主演。日活製作・配給。カラー / ワイド / 77分。
脚本家・那須真知子のデビュー作。日活シナリオコンクール応募作だったものに藤田敏八が手を加えた。基地の街・横須賀を舞台に、姉夫婦を襲って不幸に追いやった暴漢に対し、身を賭して復讐に挑む少女たちを描く。
姉の復讐に立ち上がる少女役の大野かおりと、それを手助けする友人役の中川ジュンは、いずれも新人。テレビの人気番組『日曜天国』でアシスタントを務めた黒田節子が、女優・折口亜矢名義で細身の裸体に腋毛まで晒し、夫の前で暴漢に犯される姉役を演じている。情けないその夫を演じるのは矢崎滋。
封切時の併映は『中山あい子「未亡人学校」より 濡れて泣く』（藤井克彦監督、宮下順子主演）。

## スタッフ
- 監督 - 藤田敏八
- 製作 - 岡田裕
- 企画 - 成田尚哉
- 脚本 - 藤田敏八、那須真知子
- 撮影 - 安藤庄平
- 音楽 - 荒野忠
- 美術 - 渡辺平八郎
- 照明 - 熊谷秀夫
- 録音 - 紅谷愃一
- 編集 - 井上治
- スチール - 井本俊康
- 助監督 - 高橋芳郎
- 製作補 - 服部紹男

## キャスト
- きっこ（吉村槙子）- 大野かおり
- ミコ（三田美智子）- 中川ジュン
- 光夫 - 矢崎滋
- 三田佳枝 - 絵沢萠子
- 八重子 - 折口亜矢
- ジミー・カトー - トニー和田
- 佐藤了一、清水国雄、ロバート・ルーホー
- 男（山村完治）- 高橋明
- ミッキー徳田 - 蟹江敬三

## あらすじ
暗闇に電話のベルが鳴り続けるが、誰も出ない。八重子と光夫の夫婦は、家に侵入した男に出刃包丁と拳銃で脅されていた。おろおろするばかりの光夫の目の前で八重子は犯されてしまう。去り際に男は、八重子が自ら腰を使ったと言い残す。何も知らずに帰宅した八重子の妹・きっこは、2人の重苦しい様子から夫婦喧嘩でもしたのだろうと思った。
きっこが友人のミコと2人で街を歩いているとき、成人映画館に入っていく光夫の姿を見かけた。帰宅した光夫はやるせない気持ちをぶつけるように、いま見た映画の暴行シーンをまねて八重子に挑みかかるが、夫婦の間にはしらけた空気が漂う。
ディスコQに入り浸っていたきっことミコは、そこで米兵のジミーと知りあった。その夜、ミコが帰って来ないという知らせが入る。ミコはジミーに薬を飲まされホテルに連れ込まれたのだが、結局何も起こらなかった。ジミーは本当にミコを愛しているのだった。きっこの姉夫婦にも、ミコとジミーのカップルにも、平穏な日々が訪れたように見えた。
そんなある夜、ガラスの割れる音で目を覚ましたきっこ。またしても侵入したあの男が、光夫の前で八重子を犯していた。思わず声を上げてしまう八重子。ことが終わると、男は二度と来ないと言い残して立ち去った。姉夫婦には決定的な破局が訪れた。
きっこはディスコQに勤め始め、カウンターにはいつもどおりミコがいた。ミコの隣にひとりの男が座った。あの男だった。きっこの中で何かが弾けた。一計を案じたきっこは、ミコの手を借りて復讐に立ち上がる。